# Aegilops crassa
Aegilops crassa là một loài thực vật có hoa trong họ Hòa thảo. Loài này được Boiss. mô tả khoa học đầu tiên năm 1846.

## Hình ảnh

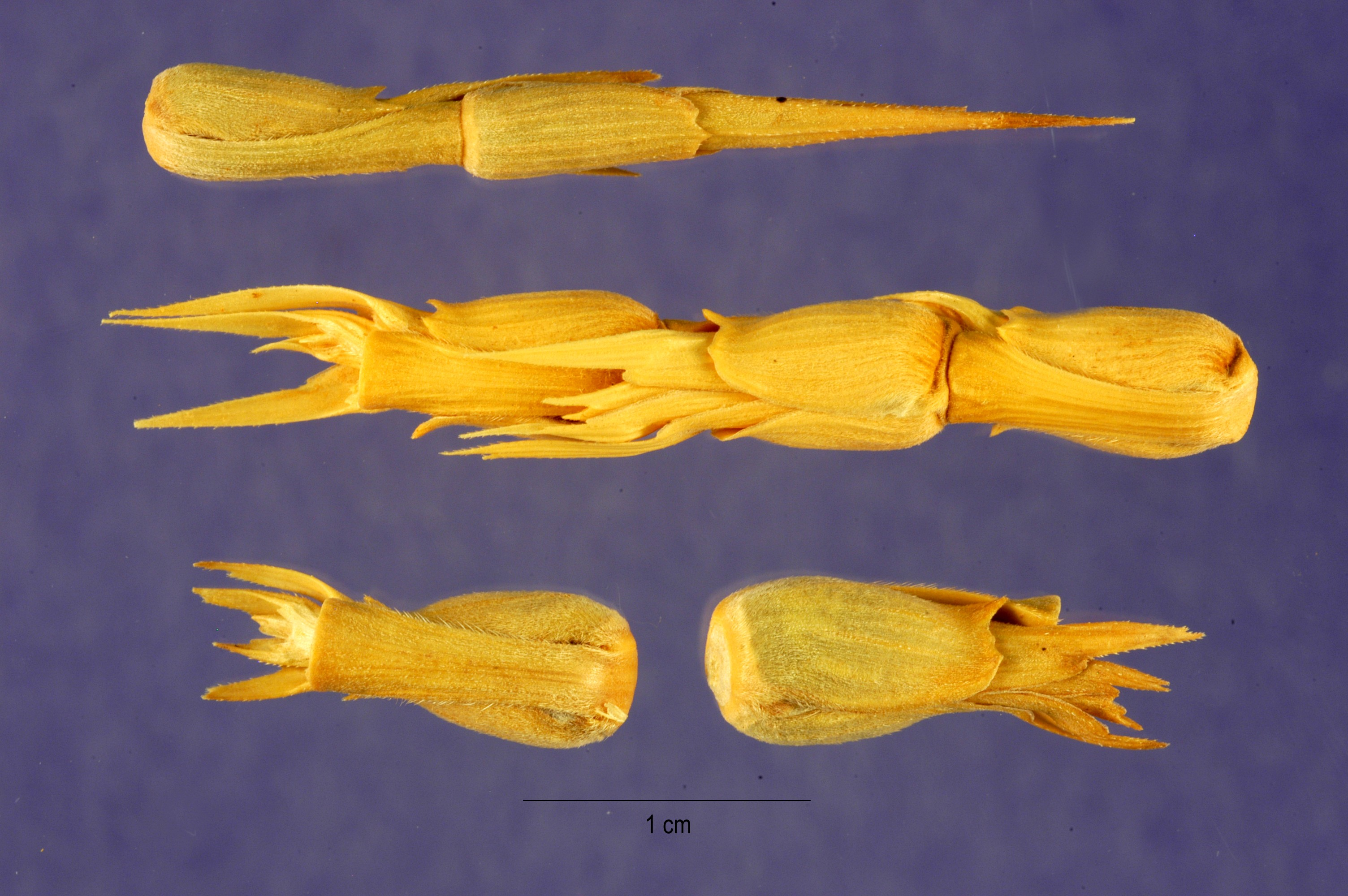